# Romeo Campanini
Romeo Campanini (San Secondo Parmense, 2 agosto 1887 – Milano, 1º agosto 1956) è stato un politico e sindacalista italiano.

## Biografia
Dopo essere stato costretto ad interrompere gli studi in III elementare a causa dell'indigenza in cui versava la sua famiglia, cominciò giovanissimo ad esercitare la professione di muratore. Iscrittosi alla sezione locale del partito socialista prese parte nel suo paese alle lotte politiche e sindacali dei primi del novecento. Emigrò in Svizzera nel 1908 restandovi sino al 1912 anno in cui venne espulso per aver partecipato ad un comizio in favore di Arturo Giovannitti. Tornato in Italia si stabilì a Tradate dove venne eletto segretario della locale sezione politica del partito socialista acquistando una notevole popolarità a causa della sua ferma opposizione ribadita con la partecipazione a numerose iniziative contro la Guerra di Libia.
Nel 1914 si trasferì a Lodi in quanto fu nominato dirigente locale della Camera del lavoro, fra le sue iniziative vi fu la fondazione della federazioni locale dei braccianti e dei contadini, divenendo poi segretario della Federterra di Milano, incarico che mantenne sino al 1918 quando venne richiamato sotto le armi a seguito della disfatta di Caporetto.
Dopo essersi congedato nel 1919 riprese la propria carica alla Camera del Lavoro di Lodi, partecipò al congresso nazionale socialista di Bologna in seguito al quale si presentò come candidato alle elezioni della Camera dei Deputati del 1919 venendo eletto nel collegio di Milano. Sempre nelle liste socialiste venne riconfermato come deputato prima nel 1921 e in seguito nel 1924.Sottoposto a pesanti minacce da parte delle organizzazioni fasciste gli venne ingiunto di non recarsi nel circondario di Milano e, a seguito del suo rifiuto a rispettare tale avvertimento fu costretto a mettersi in salvo rocambolescamente. Entrato a far parte del Comitato nazionale sindacale socialista nel marzo del 1924 partecipò al VI convegno della Confederazione Generale del Lavoro intervenendo più volte nel dibattito come esponente della corrente massimalista del PSI.
Dopo il delitto Matteotti, partecipò alla secessione dell'Aventino venendo dichiarato decaduto come parlamentare nel 1926 prima e condannato a tre anni di confino poi, trasformati in due anni di ammonizione.
Nel periodo successivo non svolse attività politica, ciò non gli impedì di scrivere una lettera al Popolo d'Italia dove espresse un certo apprezzamento per le politiche sociali fasciste contenute nella Carta del Lavoro che lo avevano costretto "...ad un severo esame di coscienza...". Essendo risultato allineato con le direttive governative secondo le informative della polizia, venne tolto dallo schedario degli oppositori al regime.
Nel dopoguerra venne eletto consigliere comunale di Lodi.
È stato sepolto al Cimitero Maggiore di Milano.